# Epicauta erythrocephala
Epicauta erythrocephala is een keversoort uit de familie van oliekevers (Meloidae). De wetenschappelijke naam van de soort is voor het eerst geldig gepubliceerd in 1776 door Pallas.